# Славненська сільська рада
Сла́вненська сільська́ ра́да — адміністративно-територіальна одиниця та орган місцевого самоврядування в Горностаївському районі Херсонської області. Адміністративний центр — село Славне.

## Загальні відомості
Славненська сільська рада утворена в 1943 році.
- Територія ради: 79 км²
- Населення ради: 653 особи (станом на 2001 рік)

## Населені пункти
Сільській раді підпорядковані населені пункти:
- с. Славне
- с. Нова Благовіщенка
- с. Софіївка

## Склад ради
Рада складається з 12 депутатів та голови.
- Голова ради: Михайлюк Віталій Богданович
- Секретар ради: Остроушко Тетяна Вікторівна

### Керівний склад попередніх скликань
| Прізвище, ім'я, по батькові | Основні відомості                                                                       | Дата обрання | Дата звільнення |
| --------------------------- | --------------------------------------------------------------------------------------- | ------------ | --------------- |
| Бобік Петро Федосійович     | Сільський голова, 1960 року народження, член Соціалістичної партії України              | 26.03.2006   | 31.10.2010      |
| Михайлюк Віталій Богданович | Сільський голова, 1978 року народження, освіта середня спеціальна, член Партії регіонів | 31.10.2010   |                 |

Примітка: таблиця складена за даними сайту Верховної Ради України

### Депутати
За результатами місцевих виборів 2010 року депутатами ради стали:

#### За суб'єктами висування
| Суб'єкт висування                                       | Кількість обраних депутатів | %    |
| ------------------------------------------------------- | --------------------------- | ---- |
| Партія регіонів                                         | 9                           | 56,3 |
| Політична партія Всеукраїнське об'єднання «Батьківщина» | 3                           | 18,8 |
| Комуністична партія України                             | 2                           | 12,5 |
| Самовисування                                           | 2                           | 12,5 |

#### За округами
| № округу                                                | Прізвище, ім'я, по батькові     | Дата визнання обраним | Освіта  | Партійна приналежність                        | Відомості про обраного депутата                       |
| ------------------------------------------------------- | ------------------------------- | --------------------- | ------- | --------------------------------------------- | ----------------------------------------------------- |
| Комуністична партія України                             |                                 |                       |         |                                               |                                                       |
| 1                                                       | Гуртовий Олександр Миколайович  | 04.11.2010            | вища    | позапартійний                                 | тимчасово не працює                                   |
| 12                                                      | Жилко Наталія Миколаївна        | 04.11.2010            | середня | позапартійна                                  | Славненське відділення зв'язку, завідуча              |
| Партія регіонів                                         |                                 |                       |         |                                               |                                                       |
| 2                                                       | Смолянець Надія Олексіївна      | 04.11.2010            | вища    | позапартійна                                  | Славненська загальноосвітня школа I-III ст., вчитель  |
| 3                                                       | Якущенко Леонід Федорович       | 04.11.2010            | середня | член Партії регіонів                          | засновник ПСП «Перемога»                              |
| 5                                                       | Шпонька Олексій Миколайович     | 04.11.2010            | середня | член Партії регіонів                          | Славненськаа загальноосвітня школа I-III ст., вчитель |
| 7                                                       | Постовалова Валентина Василівна | 04.11.2010            | середня | член Партії регіонів                          | Славненськаа сільська рада, головний бухгалтер        |
| 11                                                      | Дейнега Наталія Володимирівна   | 04.11.2010            | вища    | член Партії регіонів                          | Славненськаа загальноосвітня школа I-III ст., вчитель |
| 13                                                      | Онищенко Микола Вікторович      | 04.11.2010            | середня | позапартійний                                 | тимчасово не працює                                   |
| 14                                                      | Остроушко Тетяна Вікторівна     | 04.11.2010            | вища    | член Партії регіонів                          | Славненськаа сільська рада, секретар                  |
| 15                                                      | Філюк Наталія Василівна         | 04.11.2010            | середня | член Партії регіонів                          | тимчасово не працює                                   |
| 16                                                      | Чагін Валерій Юрійович          | 04.11.2010            | середня | член Партії регіонів                          | тимчасово не працює                                   |
| Політична партія Всеукраїнське об'єднання «Батьківщина» |                                 |                       |         |                                               |                                                       |
| 4                                                       | Дейнега Оксана Сергіївна        | 04.11.2010            | середня | член Всеукраїнського об'єднання «Батьківщина» | Дитячійсадок «Сонечко», помічник вихователя           |
| 6                                                       | Михайлович Олександр Михайлович | 04.11.2010            | середня | член Всеукраїнського об'єднання «Батьківщина» | тимчасово не працює                                   |
| 8                                                       | Новохижній Василь Олексійович   | 04.11.2010            | середня | член Всеукраїнського об'єднання «Батьківщина» | тимчасово не працює                                   |
| Самовисування                                           |                                 |                       |         |                                               |                                                       |
| 9                                                       | Стрільчук Тетяна Федорівна      | 04.11.2010            | середня | позапартійна                                  | тимчасово не працює                                   |
| 10                                                      | Стицько Лариса Анатоліївна      | 04.11.2010            | вища    | позапартійна                                  | Славненськаа загальноосвітня школа I-III ст., вчитель |

## Населення
Згідно з переписом УРСР 1989 року чисельність наявного населення сільської ради становила 811 осіб, з яких 385 чоловіків та 426 жінок.
За переписом населення України 2001 року в сільській раді мешкало 649 осіб.

### Мова
Розподіл населення за рідною мовою за даними перепису 2001 року:
| Мова       | Відсоток |
| ---------- | -------- |
| українська | 96,78 %  |
| російська  | 2,76 %   |
| білоруська | 0,15 %   |
| інші       | 0,31 %   |